# Bill Knecht
William Joseph "Bill" Knecht (ur. 10 marca 1930 w Camden, zm. 17 grudnia 1992 w Cheltenham) – amerykański wioślarz, złoty medalista igrzysk olimpijskich.

## Kariera
Wystąpił na igrzyskach olimpijskich w Rzymie w 1960, gdzie w dwójkach podwójnych odpadł w repasażach pierwszej rundy. Na rozgrywanych cztery lata później igrzyskach olimpijskich w Tokio osada USA w składzie: Joseph Amlong, Thomas Amlong, Boyce Budd, Emory Clark, Stanley Cwiklinski, Hugh Foley, Bill Knecht, William Stowe i Róbert Zimonyi (sternik) zdobyła złoty medal w ósemkach. W wyścigu finałowym o 5,06 sekundy wyprzedzili osadę Wspólnej Reprezentacji Niemiec i 6,88 sekundy osadę Czechosłowacji. 
W tej samej konkurencji zdobył srebrny medal na mistrzostwach Europy w Poznaniu (1958). 
Ponadto zdobył złoty medal w ósemkach na igrzyskach panamerykańskich Meksyku (1955) oraz w dwójkach podwójnych na igrzyskach panamerykańskich Chicago (1959) i igrzyskach panamerykańskich São Paulo (1963).
Kształcił się na La Salle University, a następnie Villanova University.